# エイミー・フィンケルスタイン
エイミー・ナディア・フィンケルスタイン（Amy Nadya Finkelstein, 1973年11月2日 - ）は、アメリカの経済学者。マサチューセッツ工科大学（MIT）の経済学教授。全米経済研究所（NBER）のco-director、研究員。アブドゥル・ラティフ・ジャミール貧困アクション研究所（J-PAL）北米支部のco-scientific director。2012年に経済学への貢献を評価され、ジョン・ベイツ・クラーク賞を受賞。米国科学アカデミー会員。2018年にマッカーサー・フェローを獲得している。夫はMITの経済学者、ベンジャミン・オルケン。

## 学歴
ハーバード大学で政治を学ぶ。ハリー・S・トルーマン奨学生となり、1995年にAB summa cum laudeを取得した。ハーバードで経済学者ローレンス・F・カッツの講義、"Social Problems in the American Economy"（＝「アメリカ経済の社会問題」）を履修し、経済学に関心を抱く。オックスフォード大学でマーシャル奨学生となり、1997年に経済学の修士を取得。2001年にはMITでジェームス・ポターバとジョナサン・グルーバーの指導のもと、経済学の博士号を取得した。

## 経歴
3年間をハーバード大学ソサエティー・オブ・フェローズのジュニア・フェローとして過ごす。その後2005年にMITの教職員となり、3年以内に終身在職権（tenure）を授与されている。
2016年、MITの人文科学・芸術・社会科学部（School of Humanities, Arts, and Social Sciences）では、フィンケルスタインを5年の任期でJohn and Jennie S. MacDonald Professorに任命した。この職位はエドモンド・マクドナルドの寄贈による名誉教授職で、フィンケルスタインの経済学分野における目覚ましい業績を評価し任命したものである。

## 研究
フィンケルスタインの主要な専門分野は財政と医療経済学であり、中でも医療保険に注力している。保険市場における市場の失敗と行政介入についての研究を行い、健康管理や健康保険に関する公共政策に影響を与えている。キャサリン・ベイカーとともに、メディケイドの対象を低所得の成人に拡大した影響を調べたランダム化比較試験、Oregon Health Insurance Experimentを主導した。この実験では、新たにメディケイドに加入した患者は、保険金を受け取ったあとより旅行をするようになることや、救急処置室に行く機会が増えること、保険金が金銭的な恩恵となっていること、などといった発見が示された。フィンケルスタインは、2008年に行われたこの研究も含めた上で、研究を通して健康保険が健康状態を改善するという考えに自信を持っていると述べている。

## 受賞歴
2008年、経済学者としての活躍を評価され、Committee on the Status of Women in the Economics Profession (CSWEP)（＝経済学分野における女性の地位に関する委員会）よりエレイン・ベネット研究賞を授与される。2012年にはアメリカ経済学会よりジョン・ベイツ・クラーク賞を授与された。同賞の受賞に際して、フィンケルスタインの研究は「理論と実証がいかに創造的に統合されうるかの模範」と評されている。

## 主な著作
- Baicker, Katherine; Finkelstein, Amy (2011). “The Effects of Medicaid Coverage — Learning from the Oregon Experiment”. New England Journal of Medicine 365 (8):  683–685. doi:10.1056/nejmp1108222. ISSN 0028-4793. PMC 3321578. PMID 21774703.
- Finkelstein, Amy N.; Taubman, Sarah L.; Allen, Heidi L.; Wright, Bill J.; Baicker, Katherine (2016). “Effect of Medicaid Coverage on ED Use — Further Evidence from Oregon's Experiment” (英語). New England Journal of Medicine 375 (16):  1505–1507. doi:10.1056/nejmp1609533. hdl:1721.1/114043. PMID 27797307.
- Finkelstein, Amy; Gentzkow, Matthew; Hull, Peter; Williams, Heidi (2017). “Adjusting Risk Adjustment — Accounting for Variation in Diagnostic Intensity” (英語). New England Journal of Medicine 376 (7):  608–610. doi:10.1056/nejmp1613238. PMC 5380362. PMID 28199802.
- Dobkin, Carlos; Finkelstein, Amy; Kluender, Raymond; Notowidigdo, Matthew J. (2018). “Myth and Measurement — The Case of Medical Bankruptcies” (英語). New England Journal of Medicine 378 (12):  1076–1078. doi:10.1056/nejmp1716604. PMC 5865642. PMID 29562153.